# نيقوديموس تيتشينو الأكبر
نيقوديموس تيتشينو الأكبر (بالألمانية: Nicodemus Tessin der Ältere)‏ (و. 1615 – 1681 م) هو مهندس معماري من ألمانيا . ولد في اشترالزوند.
توفي في ستوكهولم.

## أعمال بارزة
من أهم أعماله:
- Kalmar Cathedral
- Gripenberg Castle.